# Underground Network
Underground Network är det fjärde albumet av det amerikanska punkbandet Anti-Flag. Skivan gavs 2001 och var deras första i samarbete med skivbolaget Fat Wreck Chords.

## Låtlista
1. "Angry, Young and Poor" (Justin Sane) - 2:42
2. "This Machine Kills Fascists" (Sane) - 1:38
3. "Underground Network" (Sane) - 4:03
4. "Daddy Warbuy" (Chris #2) - 2:16
5. "Vieques, Puerto Rico: Bikini Revisited" (Sane) - 3:11
6. "Stars and Stripes" (Sane) - 3:33
7. "Watch the Right" (Sane) - 2:52
8. "The Panama Deception" (Sane) - 3:03
9. "Culture Revolution" (Sane) - 3:41
10. "Spaza House Destruction Party" (Sane) - 3:04
11. "Bring Out Your Dead" (Chris #2) - 2:14
12. "A Start" (Sane) - 2:45
13. "Until It Happens to You" (Sane) - 2:48